# Pasithee (księżyc)
Pasithee (Jowisz XXXVIII) – mały zewnętrzny księżyc Jowisza, odkryty w 2001 roku przez grupę astronomów z Uniwersytetu Hawajskiego, kierowaną przez Scotta Shepparda.

## Nazwa
W mitologii greckiej Pasithea była jedną z Charyt, córek Zeusa (Jowisza).

## Charakterystyka fizyczna
Pasithee jest jednym z najmniejszych księżyców Jowisza, jego średnicę ocenia się na około 2 km. Średnia gęstość tego ciała to ok. 2,6 g/cm3, składa się ono głównie z krzemianów. Powierzchnia księżyca jest bardzo ciemna – jego albedo wynosi zaledwie 0,04. Z Ziemi można go zaobserwować jako obiekt o jasności wizualnej co najwyżej 23,2 magnitudo.
Pasithee obiega Jowisza ruchem wstecznym, czyli w kierunku przeciwnym do obrotu planety wokół własnej osi. Satelita należy do grupy Karme.